# Лёгкая артиллерия

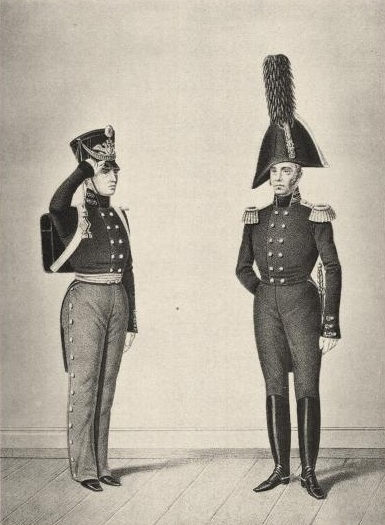
Обер-офицер и генерал гвардейской пешей артиллерии, Русской императорской армии, 1808—1809 годов.

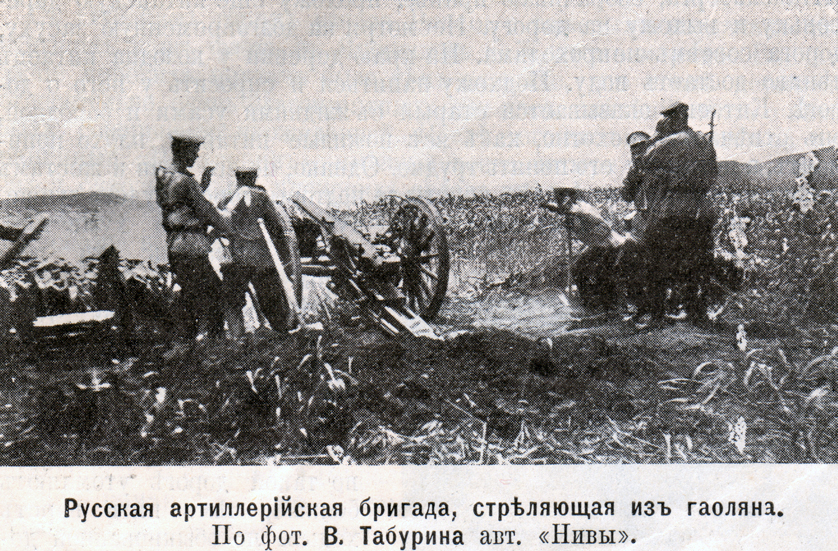
Фотография с линии фронта на Русско-японской войне, огонь из гаоляна, 1904 год.

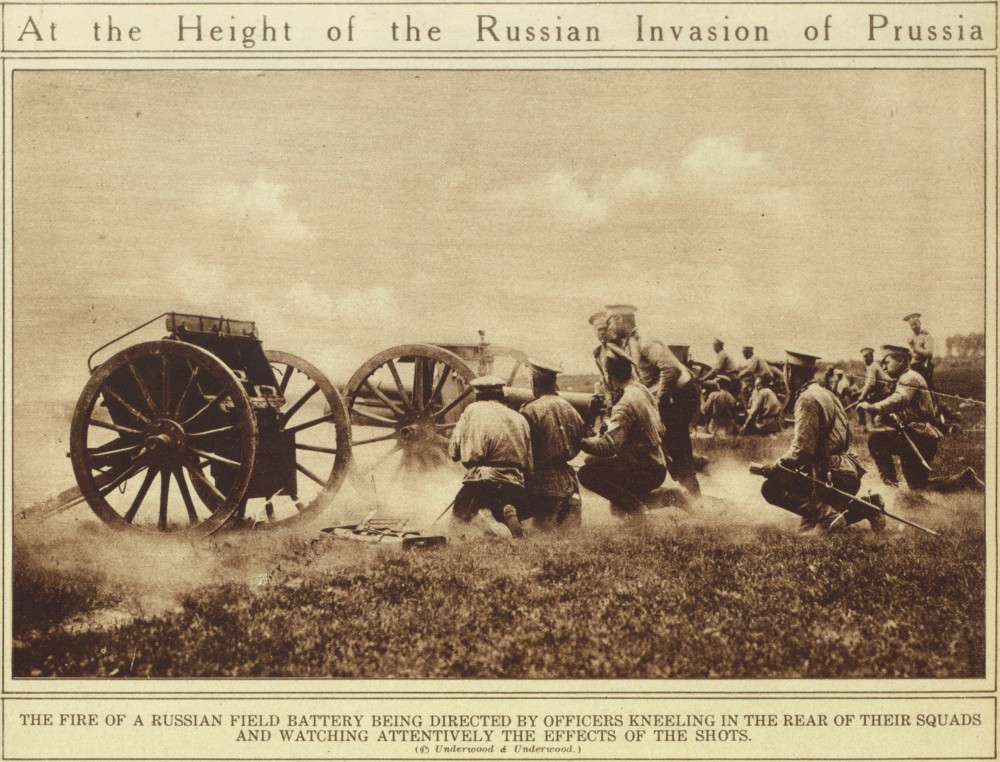
Батарея русских 3-дюймововых полевых пушек в Пруссии, 1914 год.

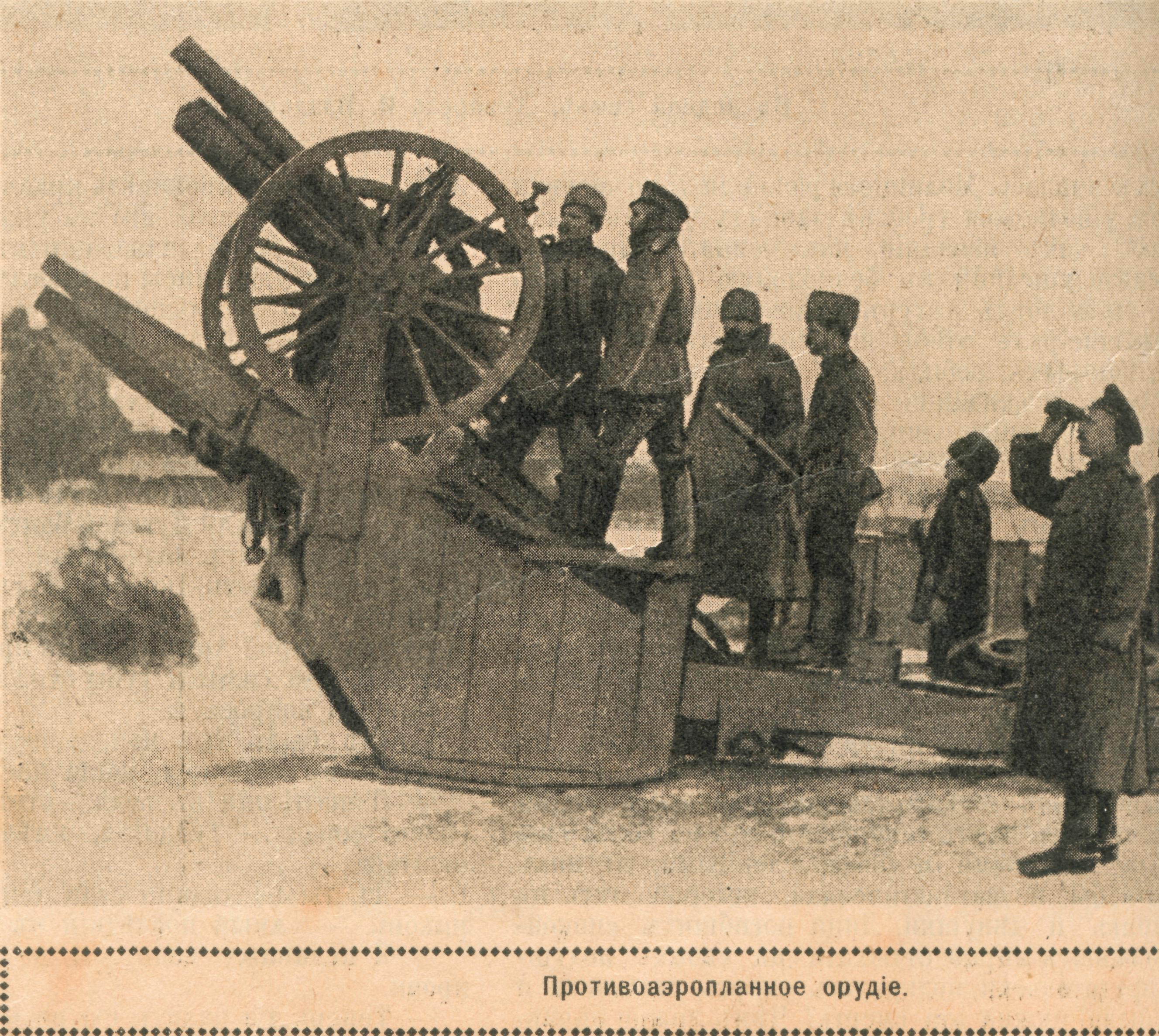
3-дюймовая полевая скорострельная пушка, образца 1902 года, установленная для стрельбы по аэропланам. Начало 1916 год.

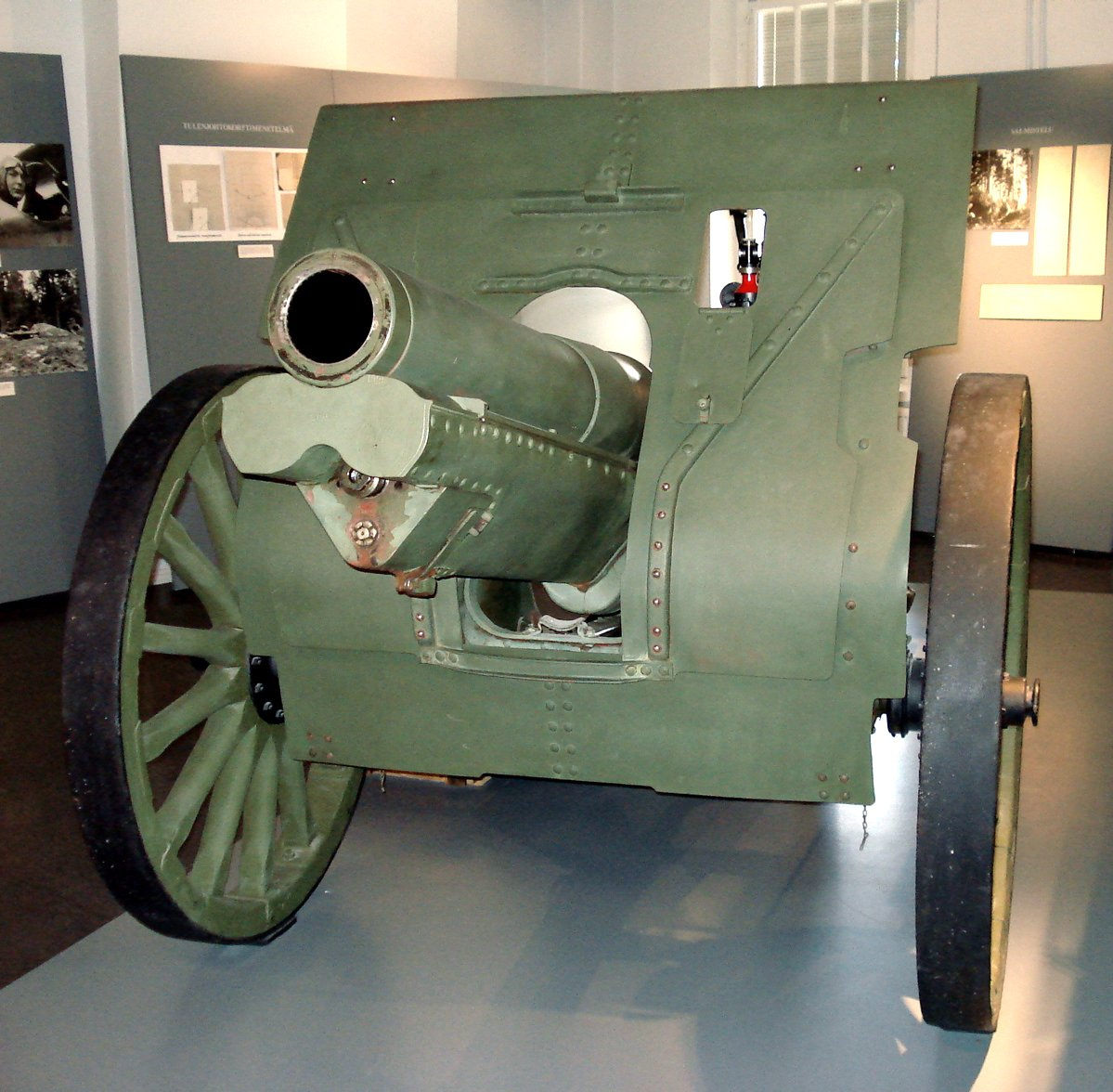
Советская 122-мм гаубица обр. 1910 года.

Лёгкая артиллерия — вид полевой артиллерии, основным назначением которой считается огневое сопровождение и поддержка стрелков (пехоты) в бою.
До 1910 года называлась пешая артиллерия, хотя вся полевая пешая артиллерия была ездящая, на марше, то есть к ездящей артиллерии относилась та прислуга, которая при движениях рысью садилась на лафеты, передки и зарядные ящики.
Приказом по Военному ведомству России № 558, от 1910 года, название упразднено и заменено на название Лёгкая артиллерия. Применяемые орудия в лёгкой артиллерии классифицировались в Русской армии ВС России как лёгкие орудия (лёгкая пушка).

## История
В 1805 году, в Вооружённых силах Российской империи, было введено разделение пеших артиллерийских рот, в зависимости от основного вооружения (пушек), на батарейные роты и лёгкие роты. Батарейные роты были вооружены бронзовыми 12-фунтовыми пушками средней и малой пропорции и 1/2-пудовыми единорогами, а лёгкие роты — бронзовыми 6-фунтовыми пушками.
Организационно в разряд лёгкой артиллерии обычно попадали штатные артиллерийские огневые средства пехотных полков и артиллерия усиления, передаваемая пехотным полкам из состава дивизионной артиллерийской группы. С точки зрения тактико-технических параметров, массогабаритные данные этих огневых средств должны были позволять им следовать вне дорожной сети в боевых порядках пехоты, а на огневых позициях — передвигаться собственными силами орудийной прислуги.
Обычно, на вооружении лёгкой артиллерии состояли лёгкие пушки и гаубицы с полной массой в походном положении не более 2,5 тонн. По опыту Русской армии конная упряжка артиллерийских систем лёгкой артиллерии с посаженным расчётом не должна была иметь более шести лошадей цугом, а на каждую лошадь должно было приходиться не более 330 кг.
В Вооружённых силах России, в 1890-х годах, организационно в каждой пешей артиллерийской бригаде две первые батареи были батарейные (то есть вооружённых пушками более тяжёлого типа), а четыре последние, равно придаваемые к стрелковым бригадам — лёгкие.
На оснащении лёгких батарей в качестве основного вооружения состояла лёгкая полевая пушка, образца 1877 года, стальная, нарезная, дальнобойная, заряжаемая с казённой части и имела:
- калибр — 3,42 дюйма;
- вес снаряда — 17 фн.;
- длину канала — 21 калибр;
- начальную скорость — 1450 фт. в секунду;
- вес орудия — 27 пд.

В русской полевой лёгкой пешей батарее состояло:
- 8 орудий (в военное время) и 4 (в мирное)[10];
- 16 зарядных ящиков (в военное время) и 8 (в мирное);
- 7 обозных повозок двух типов, четыре артиллерийские и три интендантские[11];
- 234 человека личный состав (в военное время) и 186 (в мирное)[10];
- 160 голов конского состава (в военное время) и 49 (в мирное)[10]. Полевая пешая лёгкая батарея делилась на две полубатареи (по два взвода) «огневые» (пристрелочные) единицы и 4 взвода, по два орудия в каждом. Для удобства боевой подготовки в мирное время и сосредоточенного огня в бою, батареи соединяюлись по три в дивизионы. В мирное время для удобства управления дивизионы сводились по три в артиллерийские бригады, придаваемые по одной к гвардейской и к каждой армейской пехотной дивизии.

Российская лёгкая артиллерия была перевооружена на 3-дюймовые полевые скорострельные пушки, образца 1902 года.
К началу Великой войны, в составе сухопутной вооружённой силы России (кадровая армия) было орудий: лёгких — 6 848 единиц.
В советских вооружённых силах к орудиям лёгкой артиллерии относились 76-мм пушки и 122-мм гаубицы.
С начала 30-х годов XX века отечественные вооружённые силы и многие иностранные армии перешли на деление артиллерийских войск по организационному принципу и обязанности лёгкой артиллерии перешли в сферу ответственности полковой и батальонной артиллерии.
В настоящее время классификация артиллерии в зависимости от массы орудий, как правило, не применяется, а сам термин лёгкая артиллерия считается устаревшим, хотя и применяется для обозначения артиллерии полкового и батальонного звена. При этом особо отмечается, что высокая манёвренность современной полевой артиллерии (особенно — самоходной) позволяет ей сопровождать стрелковые части в любых боевых ситуациях независимо от своего назначения.